# Kurt Meschke
Kurt Meschke (* 8. Juni 1934) ist ein ehemaliger deutscher Fußballspieler. 1964/65 spielte er für den SC Neubrandenburg in der DDR-Oberliga, der höchsten Spielklasse im DDR-Fußball.

## Sportliche Laufbahn
Erst spät erschien Kurt Meschke im höherklassigen Fußball. Als 27-Jähriger tauchte er zum ersten Mal in der Saison 1961/62 in der zweitklassigen DDR-Liga als Spieler der Armeesportvereinigung (ASG) Vorwärts Neubrandenburg auf. In dieser Saison wurden wegen der Umstellung vom Kalenderjahr- auf den Sommer-Frühjahr-Spielrhythmus in der DDR-Liga 39 Spiele ausgetragen, von denen Meschke sieben Partien bestritt. Nach seiner Entlassung aus der Nationalen Volksarmee wechselte Meschke zur Saison 1962/63 zum benachbarten DDR-Liga-Aufsteiger SC Neubrandenburg. In dieser Spielzeit bestritten die DDR-Liga-Mannschaften 26 Punktspiele, Meschke wurde zwölfmal aufgeboten. Als dem SC Neubrandenburg 1963/64 der Aufstieg in die DDR-Oberliga gelang, war Meschke nur in einem Punktspiel dabei. In den Vorschauen zur Oberligasaison 1964/65 erschien er nicht in der Mannschaftsaufstellung des SC  Neubrandenburg, bestritt aber am 12. Spieltag sein einziges Oberligaspiel. In der Begegnung FC Karl-Marx-Stadt – SC Neubrandenburg (5:1) wurde er anstelle des nicht einsatzbereiten Friedhelm Boldt als Stürmer eingesetzt. Nach dem Ende der Saison 1964/65, die der SC Neubrandenburg als Absteiger beendete, erschien Kurt Meschke nicht mehr im höherklassigen Fußball.